# شركة فالاريس

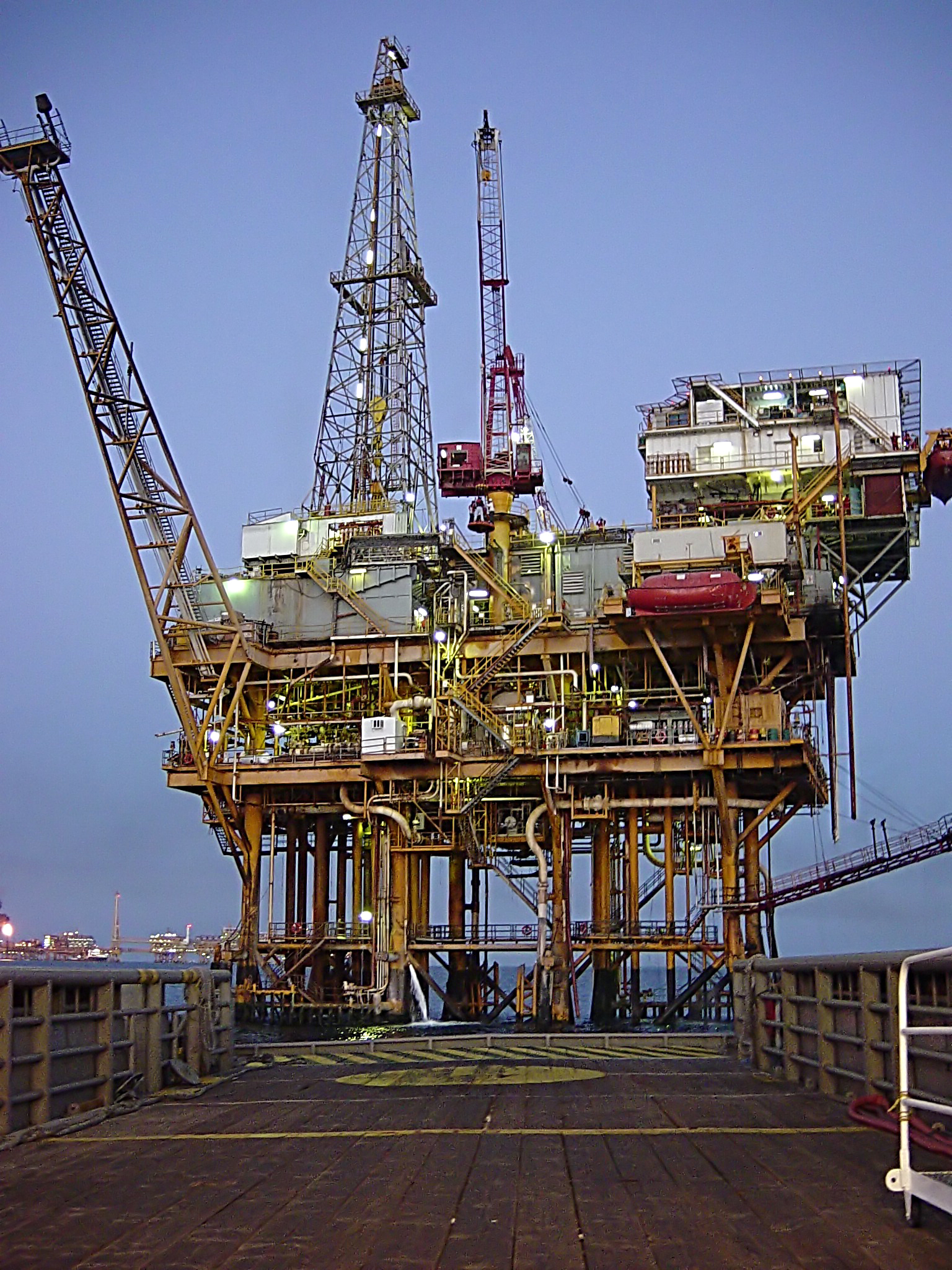

شركة فالاريس (Valaris plc) هي مقاول حفر بحري يقع مقرها في لندن ، المملكة المتحدة. إنها أكبر شركة حفر وحفر آبار في الخارج في العالم ، وتمتلك 74 منصة ، بما في ذلك 50 منصة حفر بحرية و 16 منصة حفر و 8 منصات حفر شبه غاطسة.
في عام 2019 ، كانت إيرادات الشركة بشكل أساسي من شركة توتال (16٪ من الإيرادات) ، بي بي (9٪ من الإيرادات) ، أرامكو السعودية (7٪ من الإيرادات) ، و بتروبراز (4٪ من الإيرادات).